# 费氏棘茄鱼
费氏棘茄鱼（学名：[Halieutaea fitzsmonsi] 错误：{{Lang}}：文本有斜体标记（帮助））为輻鰭魚綱鮟鱇目棘茄鱼亞目棘茄魚科棘茄鱼属的鱼类，為底棲性魚類，分布于印度西太平洋區，包括南非、馬達加斯加、日本、臺灣、菲律賓、所羅門群島、新喀里多尼亞等海域，體長可達30公分，棲息在沙泥底質水域，生活習性不明。该物种的模式产地在南非。